# Социн, Лелио
Лелио (Лелий) Социн (итал. Lelio Sozzini; 1525—1562) — итальянский богослов, родной дядя Фауста Социна — основателя антитринитарного учения.

## Биография
Лелио Социн родился 29 января 1525 года в городе Сиене; происходил по отцу из рода, давшего нескольких известных юристов. Сначала он также стал изучать право, но вскоре занялся богословскими науками и выучил впоследствии греческий и еврейский языки. В возрасте двадцати одного года он отправился в Венецию, где имел возможность ознакомиться с различными протестантскими учениями.
Побуждаемый стремлением разрешить мучившие его богословские вопросы, Социн отправился в 1547 году в Граубюнден, где было много итальянских протестантов, а отсюда предпринял путешествие в Швейцарию, Францию, Англию и Нидерланды. В конце 1548 (или начале 1549 года) он возвратился в Женеву, где обратился к Жану Кальвину с просьбой разрешить некоторые сомнения его, например, относительно того, воскреснут ли также и тела во время страшного суда. Вскоре Социн переехал в Цюрих и отсюда, а также из Базеля продолжал обращаться за разрешением своих сомнений к основателю кальвинизма.
Скептическое отношение к догматам веры у Социна стало очень заметно и он, неудовлетворенный ответами швейцарских богословов, отправился в 1550 году в Виттенберг, где познакомился с некоторыми студентами-поляками и решил посетить Польшу. В 1551 году Лелио Социн прибыл в Краков, где пробыл недолго, но сумел при этом оказать некоторое влияние на развитие польского протестантизма.
Из Польши Социн возвратился в Швейцарию и в 1552 году отправился, несмотря на известный риск, на родину. В 1554 году он опять возвратился в Цюрих, где вызвал подозрение к себе, так как не скрывал своего отношения к казни Сервета. Кроме того, в это время с нескольких сторон появились обвинения Лелио Социна в антитринитаризме со стороны итальянцев, живших в Швейцарии, перед которыми он высказывался более откровенно. Тогда Генрих Буллингер потребовал от Социна объяснений по этому поводу и последний представил даже свое исповедание веры (15 июля 1555 года), в котором защищал себя от обвинения в сочувствии антитринитарианским воззрениям. Только благодаря снисходительности Буллингера Социну удалось так легко оправдаться; но с этих пор он становится осторожнее в своих заявлениях.
Смерть отца в 1556 году заставила Социна позаботиться о том, чтобы возвратить себе наследство, которое конфисковала инквизиция. С этою целью он хотел заручиться протекцией разных коронованных особ при посредстве германских реформаторов. Ввиду этого Социн отправился в Германию к Филиппу Меланхтону, снабдившему его, рекомендательными письмами к польскому королю Сигизмунду-Августу и к будущему императору Священной Римской империи Максимилиану II. В Польшу Социн прибыл вторично в октябре 1558 года, был принят очень хорошо и даже несколько раз встречался с королем. На развитие антитринитаризма его пребывание здесь оказало заметное влияние.
Весной 1559 года он отправился из Польши в Вену и затем в Италию. Потерпев неудачу в своих стараниях возвратить конфискованное имущество, Социн возвратился в августе 1559 года в Цюрих, где провел, живя очень уединенно, последние три года своей жизни. Он поддерживал контакты лишь с очень немногими лицами.
Сколько-нибудь значительных печатных сочинений при жизни Социна издано не было (либо не сохранилось), и влияние его было, главным образом, личное.